# David Silva
David Josué Jiménez Silva (Arguineguín, 8 januari 1986) is een Spaans voormalig profvoetballer die als middenvelder speelde. Silva was van 2006 tot en met 2018 international in het Spaans voetbalelftal, waarvoor hij 125 interlands speelde en 35 keer scoorde. De moeder van Silva is van Aziatische afkomst. Na seizoen 2023 moest Silva noodgedwongen een punt zetten achter zijn carrière na een zware blessure.

## Clubcarrière
Silva stroomde door vanuit de jeugd van Valencia. Hij debuteerde in het seizoen 2004/05 in het profvoetbal, toen dat hem verhuurde aan Eibar. Daarvoor speelde hij dat jaar 35 wedstrijden in de Segunda División A. Silva bracht het seizoen 2005/06 vervolgens op huurbasis door bij Celta de Vigo. Hiervoor speelde hij dat jaar bijna alle speelronden in de Primera División.
Silva werd na zijn terugkeer op twintigjarige leeftijd basisspeler bij Valencia. Zijn ploeggenoten en hij eindigden in de vier jaar die volgden twee keer in de top 4 van de Primera División. Hij speelde zodoende ook zijn eerste wedstrijden in de Europa League en de UEFA Champions League. Hij won in het seizoen 2007/08 bovendien de Copa del Rey met Valencia.
Silva verruilde Valencia in juli 2010 voor Manchester City. Hier behoorde hij in het seizoen 2011/12 tot het elftal dat de club voor het eerst sinds 1967/68 landskampioen maakte. Dat deed hij ook toen Manchester City in 2013/14, 2017/18 en 2018/19 opnieuw de titel won. Silva speelde op zaterdag 18 januari 2020 zijn 300e competitiewedstrijd voor City.
In augustus 2020 vertrok Silva transfervrij naar Real Sociedad, waar hij een contract tekende tot de zomer van 2022.

## Clubstatistieken
| Seizoen | Club            | Competitie       | Competitie | Competitie | Beker | Beker | Internationaal | Internationaal | Totaal | Totaal |
| Seizoen | Club            | Competitie       | Wed.       | Dlp.       | Wed.  | Dlp.  | Wed.           | Dlp.           | Wed.   | Dlp.   |
| ------- | --------------- | ---------------- | ---------- | ---------- | ----- | ----- | -------------- | -------------- | ------ | ------ |
| 2004/05 | → Eibar         | Segunda División | 35         | 4          | 0     | 0     | —              | —              | 35     | 4      |
| 2005/06 | → Celta de Vigo | Primera División | 34         | 4          | 0     | 0     | —              | —              | 34     | 4      |
| 2006/07 | Valencia        | Primera División | 36         | 4          | 2     | 1     | 11             | 3              | 49     | 8      |
| 2007/08 | Valencia        | Primera División | 34         | 5          | 8     | 1     | 6              | 0              | 48     | 6      |
| 2008/09 | Valencia        | Primera División | 19         | 4          | 3     | 0     | 3              | 1              | 25     | 5      |
| 2009/10 | Valencia        | Primera División | 30         | 8          | 2     | 1     | 7              | 1              | 39     | 10     |
| 2010/11 | Manchester City | Premier League   | 35         | 4          | 8     | 1     | 10             | 1              | 53     | 6      |
| 2011/12 | Manchester City | Premier League   | 36         | 6          | 3     | 0     | 10             | 2              | 49     | 11     |
| 2012/13 | Manchester City | Premier League   | 32         | 4          | 6     | 1     | 3              | 0              | 41     | 5      |
| 2013/14 | Manchester City | Premier League   | 27         | 7          | 7     | 0     | 6              | 1              | 40     | 8      |
| 2014/15 | Manchester City | Premier League   | 32         | 12         | 4     | 0     | 6              | 0              | 42     | 12     |
| 2015/16 | Manchester City | Premier League   | 24         | 2          | 4     | 0     | 8              | 2              | 36     | 4      |
| 2016/17 | Manchester City | Premier League   | 34         | 4          | 4     | 2     | 7              | 2              | 45     | 8      |
| 2017/18 | Manchester City | Premier League   | 29         | 9          | 4     | 1     | 7              | 0              | 40     | 10     |
| 2018/19 | Manchester City | Premier League   | 33         | 6          | 8     | 1     | 9              | 3              | 50     | 10     |
| 2019/20 | Manchester City | Premier League   | 27         | 6          | 8     | 0     | 4              | 0              | 39     | 6      |
| 2020/21 | Real Sociedad   | Primera División | 21         | 2          | 0     | 0     | 5              | 0              | 26     | 2      |
| 2021/22 | Real Sociedad   | Primera División | 24         | 2          | 3     | 0     | 4              | 0              | 31     | 2      |
| 2022/23 | Real Sociedad   | Primera División | 12         | 0          | 0     | 0     | 3              | 1              | 15     | 1      |
| Totaal  | Totaal          | Totaal           | 554        | 93         | 74    | 9     | 109            | 17             | 737    | 119    |

Bijgewerkt op 12 november 2022.

## Interlandcarrière
Silva nam in 2003 met Spanje deel aan het Europees kampioenschap –17. Spanje verloor in de finale van Portugal. Hij speelde ook op het WK –20 in 2005, waarop Silva met zijn land in de kwartfinale werd uitgeschakeld door de latere kampioen Argentinië. Hij scoorde vier keer dat toernooi. Silva debuteerde in november 2006 tegen Roemenië in het 'echte' Spaanse nationale team. Daarmee werd hij Europees kampioen 2008. Bondscoach Vicente del Bosque nam hem vervolgens mee naar het gewonnen WK 2010. Daarop begon Silva de eerste wedstrijd tegen Zwitserland (0–1 verlies) in de basis, maar werd hij na een uur gewisseld voor Jesús Navas en kwam hij de rest van de groepsfase niet meer van de bank.
Op 1 juli 2012 startte Silva in de basis in de finale tegen Italië. Hij opende de score voor Spanje in de 14e minuut, door een assist van Cesc Fàbregas. Het werd uiteindelijk 4–0. Ook nam Silva in de zomer 2014 met Spanje deel aan het wereldkampioenschap in Brazilië.
Silva maakte eveneens deel uit van de Spaanse selectie, die onder leiding van interim-bondscoach Fernando Hierro deelnam aan de WK 2018 in Rusland. Daar verloor de ploeg in de achtste finales na een strafschoppenreeks van Rusland (3-4). Silva kwam in alle duels in actie, maar werd drie keer voortijdig naar de kant gehaald. Na afloop van het WK beëindigde hij net als zijn landgenoten Andrés Iniesta en Gerard Piqué zijn interlandcarrière.
| Interlands van David Silva voor Spanje | Interlands van David Silva voor Spanje | Interlands van David Silva voor Spanje | Interlands van David Silva voor Spanje | Interlands van David Silva voor Spanje | Interlands van David Silva voor Spanje |
| №                                      | Datum                                  | Wedstrijd                              | Uitslag                                | Competitie                             | Goals                                  |
| Als speler bij Valencia                | Als speler bij Valencia                | Als speler bij Valencia                | Als speler bij Valencia                | Als speler bij Valencia                | Als speler bij Valencia                |
| -------------------------------------- | -------------------------------------- | -------------------------------------- | -------------------------------------- | -------------------------------------- | -------------------------------------- |
| 1                                      | 15 november 2006                       | Spanje – Roemenië                      | 0 – 1                                  | Vriendschappelijk                      |                                        |
| 2                                      | 7 februari 2007                        | Engeland – Spanje                      | 0 – 1                                  | Vriendschappelijk                      |                                        |
| 3                                      | 24 maart 2007                          | Spanje – Denemarken                    | 2 – 1                                  | EK 2008 kwalificatie                   |                                        |
| 4                                      | 28 maart 2007                          | Spanje – IJsland                       | 1 – 0                                  | EK 2008 kwalificatie                   |                                        |
| 5                                      | 6 juni 2007                            | Liechtenstein – Spanje                 | 0 – 2                                  | EK 2008 kwalificatie                   |                                        |
| 6                                      | 22 augustus 2007                       | Griekenland – Spanje                   | 2 – 3                                  | Vriendschappelijk                      | 66' 90+2'                              |
| 7                                      | 8 september 2007                       | IJsland – Spanje                       | 1 – 1                                  | EK 2008 kwalificatie                   |                                        |
| 8                                      | 12 september 2007                      | Spanje – Letland                       | 2 – 0                                  | EK 2008 kwalificatie                   |                                        |
| 9                                      | 17 oktober 2007                        | Finland – Spanje                       | 0 – 0                                  | Vriendschappelijk                      |                                        |
| 10                                     | 17 november 2007                       | Spanje – Zweden                        | 3 – 0                                  | EK 2008 kwalificatie                   |                                        |
| 11                                     | 21 november 2007                       | Spanje – Noord-Ierland                 | 1 – 0                                  | EK 2008 kwalificatie                   |                                        |
| 12                                     | 26 maart 2008                          | Spanje – Italië                        | 1 – 0                                  | Vriendschappelijk                      |                                        |
| 13                                     | 31 mei 2008                            | Spanje – Peru                          | 2 – 1                                  | Vriendschappelijk                      |                                        |
| 14                                     | 4 juni 2008                            | Spanje – Verenigde Staten              | 1 – 0                                  | Vriendschappelijk                      |                                        |
| 15                                     | 10 juni 2008                           | Spanje – Rusland                       | 4 – 1                                  | EK 2008                                |                                        |
| 16                                     | 14 juni 2008                           | Zweden – Spanje                        | 1 – 2                                  | EK 2008                                |                                        |
| 17                                     | 22 juni 2008                           | Spanje – Italië                        | 0 – 0                                  | EK 2008                                |                                        |
| 18                                     | 26 juni 2008                           | Rusland – Spanje                       | 0 – 3                                  | EK 2008                                | 82'                                    |
| 19                                     | 29 juni 2008                           | Duitsland – Spanje                     | 0 – 1                                  | EK 2008                                |                                        |
| 20                                     | 20 augustus 2008                       | Denemarken – Spanje                    | 0 – 3                                  | Vriendschappelijk                      |                                        |
| 21                                     | 11 februari 2009                       | Spanje – Engeland                      | 2 – 0                                  | Vriendschappelijk                      |                                        |
| 22                                     | 28 maart 2009                          | Spanje – Turkije                       | 1 – 0                                  | WK 2010 kwalificatie                   |                                        |
| 23                                     | 1 april 2009                           | Turkije – Spanje                       | 1 – 2                                  | WK 2010 kwalificatie                   |                                        |
| 24                                     | 14 juni 2009                           | Nieuw-Zeeland – Spanje                 | 0 – 5                                  | Confederations Cup 2009                |                                        |
| 25                                     | 17 juni 2009                           | Irak – Spanje                          | 0 – 1                                  | Confederations Cup 2009                |                                        |
| 26                                     | 28 juni 2009                           | Zuid-Afrika – Spanje                   | 2 – 3                                  | Confederations Cup 2009                |                                        |
| 27                                     | 12 augustus 2009                       | Macedonië – Spanje                     | 2 – 3                                  | Vriendschappelijk                      |                                        |
| 28                                     | 5 september 2009                       | Spanje – België                        | 5 – 0                                  | WK 2010 kwalificatie                   | 40' 67'                                |
| 29                                     | 9 september 2009                       | Spanje – Estland                       | 3 – 0                                  | WK 2010 kwalificatie                   |                                        |
| 30                                     | 14 oktober 2009                        | Bosnië en Herzegovina – Spanje         | 2 – 5                                  | WK 2010 kwalificatie                   | 13'                                    |
| 31                                     | 14 november 2009                       | Spanje – Argentinië                    | 2 – 1                                  | Vriendschappelijk                      |                                        |
| 32                                     | 18 november 2009                       | Oostenrijk – Spanje                    | 1 – 5                                  | Vriendschappelijk                      |                                        |
| 33                                     | 3 maart 2010                           | Frankrijk – Spanje                     | 0 – 2                                  | Vriendschappelijk                      |                                        |
| 34                                     | 29 mei 2010                            | Saoedi-Arabië – Spanje                 | 2 – 3                                  | Vriendschappelijk                      |                                        |
| 35                                     | 3 juni 2010                            | Zuid-Korea – Spanje                    | 0 – 1                                  | Vriendschappelijk                      |                                        |
| 36                                     | 8 juni 2010                            | Spanje – Polen                         | 6 – 0                                  | Vriendschappelijk                      | 14'                                    |
| 37                                     | 16 juni 2010                           | Spanje – Zwitserland                   | 0 – 1                                  | WK 2010                                |                                        |
| 38                                     | 7 juli 2010                            | Duitsland – Spanje                     | 0 – 1                                  | WK 2010                                |                                        |
| Als speler bij Manchester City         |                                        |                                        |                                        |                                        |                                        |
| 39                                     | 11 augustus 2010                       | Mexico – Spanje                        | 1 – 1                                  | Vriendschappelijk                      | 90+1'                                  |
| 40                                     | 3 september 2010                       | Liechtenstein – Spanje                 | 0 – 4                                  | EK 2012 kwalificatie                   | 61'                                    |
| 41                                     | 7 september 2010                       | Argentinië – Spanje                    | 4 – 1                                  | Vriendschappelijk                      |                                        |
| 42                                     | 8 oktober 2010                         | Spanje – Litouwen                      | 3 – 1                                  | EK 2012 kwalificatie                   | 78'                                    |
| 43                                     | 12 oktober 2010                        | Schotland – Spanje                     | 2 – 3                                  | EK 2012 kwalificatie                   |                                        |
| 44                                     | 17 november 2010                       | Portugal – Spanje                      | 4 – 0                                  | Vriendschappelijk                      |                                        |
| 45                                     | 9 februari 2011                        | Spanje – Colombia                      | 1 – 0                                  | Vriendschappelijk                      | 86'                                    |
| 46                                     | 29 maart 2011                          | Litouwen – Spanje                      | 1 – 3                                  | EK 2012 kwalificatie                   |                                        |
| 47                                     | 4 juni 2011                            | Verenigde Staten – Spanje              | 0 – 4                                  | Vriendschappelijk                      |                                        |
| 48                                     | 7 juni 2011                            | Venezuela – Spanje                     | 0 – 3                                  | Vriendschappelijk                      |                                        |
| 49                                     | 10 augustus 2011                       | Italië – Spanje                        | 2 – 1                                  | Vriendschappelijk                      |                                        |
| 50                                     | 2 september 2011                       | Chili – Spanje                         | 2 – 3                                  | Vriendschappelijk                      |                                        |
| 51                                     | 7 oktober 2011                         | Tsjechië – Spanje                      | 0 – 2                                  | EK 2012 kwalificatie                   |                                        |
| 52                                     | 11 oktober 2011                        | Spanje – Schotland                     | 3 – 1                                  | EK 2012 kwalificatie                   | 6' 44'                                 |
| 53                                     | 12 november 2011                       | Engeland – Spanje                      | 1 – 0                                  | Vriendschappelijk                      |                                        |
| 54                                     | 15 november 2011                       | Costa Rica – Spanje                    | 2 – 2                                  | Vriendschappelijk                      | 83'                                    |
| 55                                     | 29 februari 2012                       | Spanje – Venezuela                     | 5 – 0                                  | Vriendschappelijk                      | 40'                                    |
| 56                                     | 26 mei 2012                            | Servië – Spanje                        | 0 – 2                                  | Vriendschappelijk                      |                                        |
| 57                                     | 30 mei 2012                            | Zuid-Korea – Spanje                    | 1 – 4                                  | Vriendschappelijk                      |                                        |
| 58                                     | 3 juni 2012                            | Spanje – China                         | 1 – 0                                  | Vriendschappelijk                      | 84'                                    |
| 59                                     | 10 juni 2012                           | Spanje – Italië                        | 1 – 1                                  | EK 2012                                |                                        |
| 60                                     | 14 juni 2012                           | Spanje – Ierland                       | 4 – 0                                  | EK 2012                                | 49'                                    |
| 61                                     | 18 juni 2012                           | Kroatië – Spanje                       | 0 – 1                                  | EK 2012                                |                                        |
| 62                                     | 23 juni 2012                           | Spanje – Frankrijk                     | 2 – 0                                  | EK 2012                                |                                        |
| 63                                     | 27 juni 2012                           | Portugal – Spanje                      | 0 – 0                                  | EK 2012                                |                                        |
| 64                                     | 1 juli 2012                            | Spanje – Italië                        | 4 – 0                                  | EK 2012                                | 14'                                    |
| 65                                     | 15 augustus 2012                       | Puerto Rico – Spanje                   | 1 – 2                                  | Vriendschappelijk                      |                                        |
| 66                                     | 7 september 2012                       | Spanje – Saoedi-Arabië                 | 5 – 0                                  | Vriendschappelijk                      |                                        |
| 67                                     | 11 september 2012                      | Georgië – Spanje                       | 0 – 1                                  | WK 2014 kwalificatie                   |                                        |
| 68                                     | 12 oktober 2012                        | Wit-Rusland – Spanje                   | 0 – 4                                  | WK 2014 kwalificatie                   |                                        |
| 69                                     | 16 oktober 2012                        | Spanje – Frankrijk                     | 1 – 1                                  | WK 2014 kwalificatie                   |                                        |
| 70                                     | 22 maart 2013                          | Spanje – Finland                       | 1 – 1                                  | WK 2014 kwalificatie                   |                                        |
| 71                                     | 8 juni 2013                            | Haïti – Spanje                         | 1 – 2                                  | Vriendschappelijk                      |                                        |
| 72                                     | 11 juni 2013                           | Spanje – Ierland                       | 2 – 0                                  | Vriendschappelijk                      |                                        |
| 73                                     | 20 juni 2013                           | Tahiti – Spanje                        | 0 – 10                                 | Confederations Cup 2013                | 31' 89'                                |
| 74                                     | 23 juni 2013                           | Nigeria – Spanje                       | 0 – 3                                  | Confederations Cup 2013                |                                        |
| 75                                     | 27 juni 2013                           | Italië – Spanje                        | 0 – 0                                  | Confederations Cup 2013                |                                        |
| 76                                     | 14 augustus 2013                       | Ecuador – Spanje                       | 0 – 2                                  | Vriendschappelijk                      |                                        |
| 77                                     | 11 oktober 2013                        | Spanje – Wit-Rusland                   | 2 – 1                                  | WK 2014 kwalificatie                   |                                        |
| 78                                     | 5 maart 2014                           | Spanje – Italië                        | 1 – 0                                  | Vriendschappelijk                      |                                        |
| 79                                     | 30 mei 2014                            | Spanje – Bolivia                       | 2 – 0                                  | Vriendschappelijk                      |                                        |
| 80                                     | 7 juni 2014                            | El Salvador – Spanje                   | 0 – 2                                  | Vriendschappelijk                      |                                        |
| 81                                     | 13 juni 2014                           | Spanje – Nederland                     | 1 – 5                                  | WK 2014                                |                                        |
| 82                                     | 18 juni 2014                           | Spanje – Chili                         | 0 – 2                                  | WK 2014                                |                                        |
| 83                                     | 23 juni 2014                           | Australië – Spanje                     | 0 – 3                                  | WK 2014                                |                                        |
| 84                                     | 4 september 2014                       | Frankrijk – Spanje                     | 1 – 0                                  | Vriendschappelijk                      |                                        |
| 85                                     | 8 september 2014                       | Spanje – Macedonië                     | 5 – 1                                  | EK 2016 kwalificatie                   | 50'                                    |
| 86                                     | 9 oktober 2014                         | Slowakije – Spanje                     | 2 – 1                                  | EK 2016 kwalificatie                   |                                        |
| 87                                     | 12 oktober 2014                        | Luxemburg – Spanje                     | 0 – 4                                  | EK 2016 kwalificatie                   | 26'                                    |
| 88                                     | 27 maart 2015                          | Spanje – Oekraïne                      | 1 – 0                                  | EK 2016 kwalificatie                   |                                        |
| 89                                     | 31 maart 2015                          | Nederland – Spanje                     | 2 – 0                                  | Vriendschappelijk                      |                                        |
| 90                                     | 11 juni 2015                           | Spanje – Costa Rica                    | 2 – 1                                  | Vriendschappelijk                      |                                        |
| 91                                     | 14 juni 2015                           | Wit-Rusland – Spanje                   | 0 – 1                                  | EK 2016 kwalificatie                   | 45'                                    |
| 92                                     | 5 september 2015                       | Spanje – Slowakije                     | 2 – 0                                  | EK 2016 kwalificatie                   |                                        |
| 93                                     | 8 september 2015                       | Macedonië – Spanje                     | 1 – 0                                  | EK 2016 kwalificatie                   |                                        |
| 94                                     | 9 oktober 2015                         | Spanje – Luxemburg                     | 4 – 0                                  | EK 2016 kwalificatie                   |                                        |
| 95                                     | 24 maart 2016                          | Italië – Spanje                        | 1 – 1                                  | Vriendschappelijk                      |                                        |
| 96                                     | 27 maart 2016                          | Roemenië – Spanje                      | 0 – 0                                  | Vriendschappelijk                      |                                        |
| 97                                     | 29 mei 2016                            | Bosnië en Herzegovina – Spanje         | 1 – 3                                  | Vriendschappelijk                      |                                        |
| 98                                     | 1 juni 2016                            | Zuid-Korea – Spanje                    | 1 – 6                                  | Vriendschappelijk                      | 30'                                    |
| 99                                     | 7 juni 2016                            | Spanje – Georgië                       | 0 – 1                                  | Vriendschappelijk                      |                                        |
| 100                                    | 13 juni 2016                           | Spanje – Tsjechië                      | 1 – 0                                  | EK 2016                                |                                        |
| 101                                    | 17 juni 2016                           | Spanje – Turkije                       | 3 – 0                                  | EK 2016                                |                                        |
| 102                                    | 21 juni 2016                           | Kroatië – Spanje                       | 2 – 1                                  | EK 2016                                |                                        |
| 103                                    | 27 juni 2016                           | Italië – Spanje                        | 2 – 0                                  | EK 2016                                |                                        |
| 104                                    | 1 september 2016                       | België – Spanje                        | 0 – 2                                  | Vriendschappelijk                      | 34' 62' (pen.)                         |

Bijgewerkt op 3 september 2016.

## Erelijst
| Competitie                              |          |                                             |          |          |
| Competitie                              | Aantal   | Jaren                                       |          |          |
| Valencia                                | Valencia | Valencia                                    | Valencia | Valencia |
| --------------------------------------- | -------- | ------------------------------------------- | -------- | -------- |
| Copa del Rey                            | 1x       | 2007/08                                     |          |          |
| Manchester City                         |          |                                             |          |          |
| Premier League                          | 4x       | 2011/12, 2013/14, 2017/18, 2018/19          |          |          |
| FA Cup                                  | 2x       | 2010/11, 2018/19                            |          |          |
| EFL Cup                                 | 5x       | 2013/14, 2015/16, 2017/18, 2018/19, 2019/20 |          |          |
| FA Community Shield                     | 2x       | 2012, 2019                                  |          |          |
| Real Sociedad                           |          |                                             |          |          |
| Copa del Rey                            | 1x       | 2019/20                                     |          |          |
| Spanje                                  |          |                                             |          |          |
| Wereldkampioenschap voetbal             | 1x       | 2010                                        |          |          |
| Europees kampioenschap voetbal          | 2x       | 2008, 2012                                  |          |          |
| Spanje onder 19                         |          |                                             |          |          |
| Europees kampioenschap voetbal onder 19 | 1x       | 2004                                        |          |          |